# Emmanuel Guibert

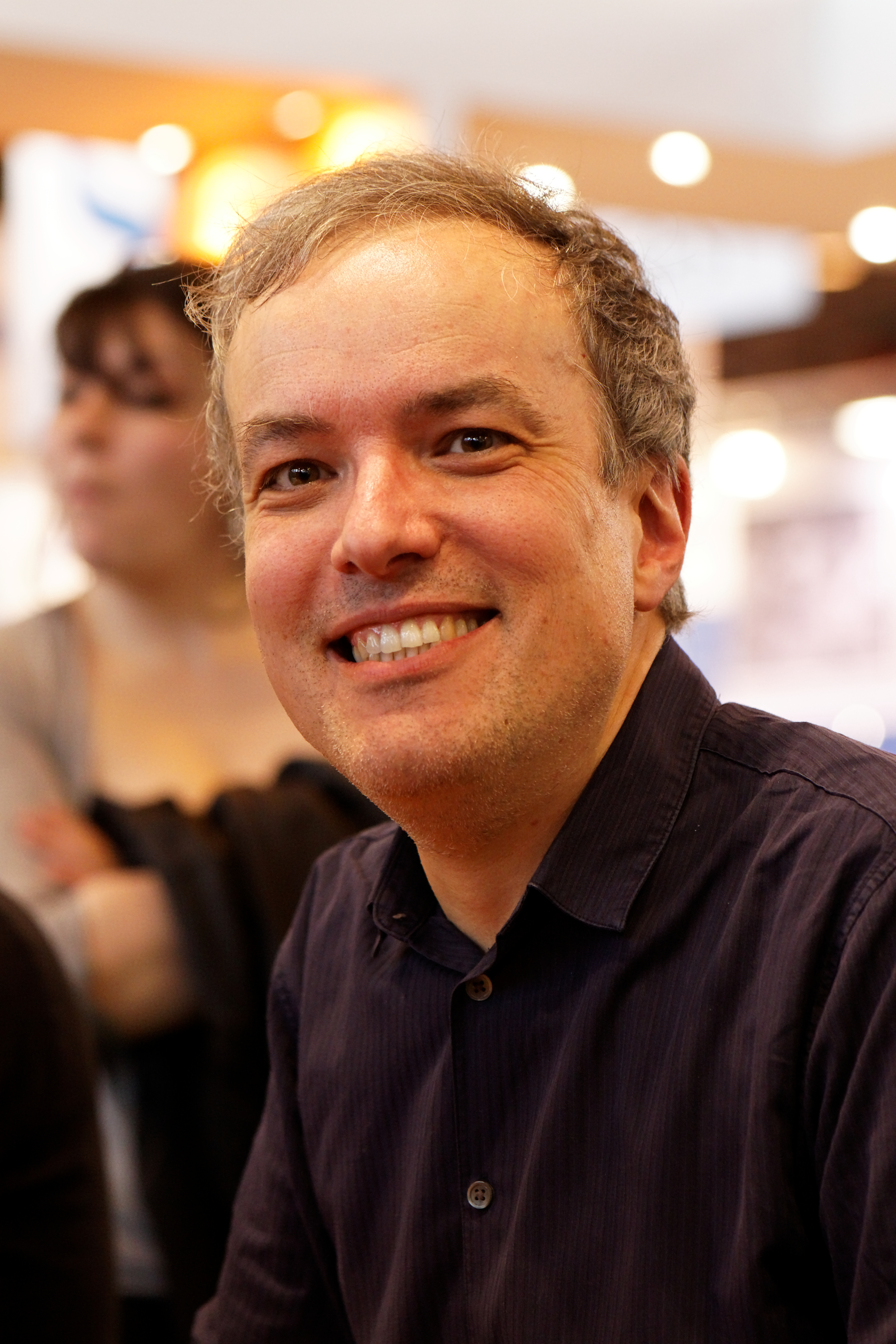
Emmanuel Guibert (2011).

Emmanuel Guibert (París, 1964) es dibujante y guionista de cómics.
Debutó en la historieta con Brune, una dura revisión del ascenso del nazismo en Alemania, que se publicó en 1992. Su estilo evolucionaría rápidamente a partir de su participación en L’Atelier des Vosges, junto a autores como Frédéric Boilet, Emile Bravo, Christophe Blain o Joann Sfar, sorprendiendo a la crítica y público francés con La Guerra de Alan.
En 2003 comenzó la publicación de su obra más premiada, El Fotógrafo, realizada en colaboración con el fotógrafo Didier Lefèvre, que narra el trabajo de un grupo de Médicos sin Fronteras en Afganistán.
Ha colaborado con otros autores, como Joann Sfar (La Hija del Profesor) o David B. (El Capitán Escarlata).
Ha sido galardonado con el Gran Premio del Festival Internacional de Angulema en 2020.

## Obras editadas en español
- Brune. Edicions de Ponent, 2006.
- La Hija del Profesor. Guion de Joann Sfar. Astiberri Ediciones.
- El Capitán Escarlata. Guion de David B.. Ediciones Glénat, 2006.
- La Guerra de Alan, 3 volúmenes. Ediciones Ponent Mon.
- El Fotógrafo, con Didier Lefèvre, 3 tomos. Ediciones Glénat.
- Las olivas negras, con Joann Sfar, 3 tomos. Ediciones Kraken.